# Mémorial aux victimes gays et lesbiennes du national-socialisme

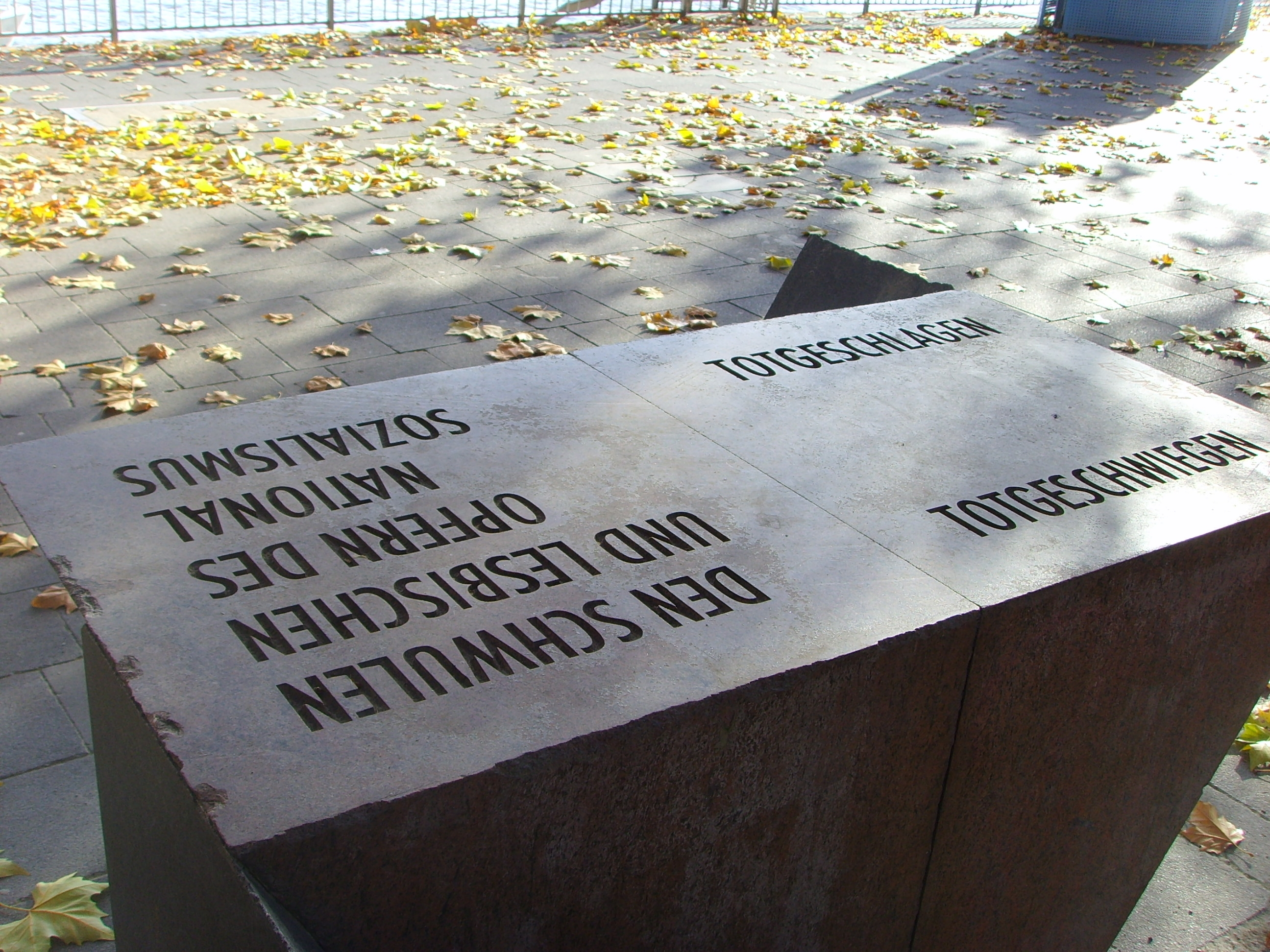
La gravure sur le mémorial.

Le mémorial pour les gays et les lesbiennes victimes du national-socialisme (également connu sous le nom de FEZ memorial) est un monument à Cologne, en Allemagne, dédié aux victimes gays et lesbiennes des Nazis.
Le monument, inauguré le 24 juin 1995, est situé à côté du pont Hohenzollern, sur la rive du Rhin. Le site a été choisi pour sa signification historique : traditionnellement, le pont a été un lieu de rencontre populaire pour les hommes gais et bis qui voulaient des contacts sexuels anonymes.

## Contexte historique

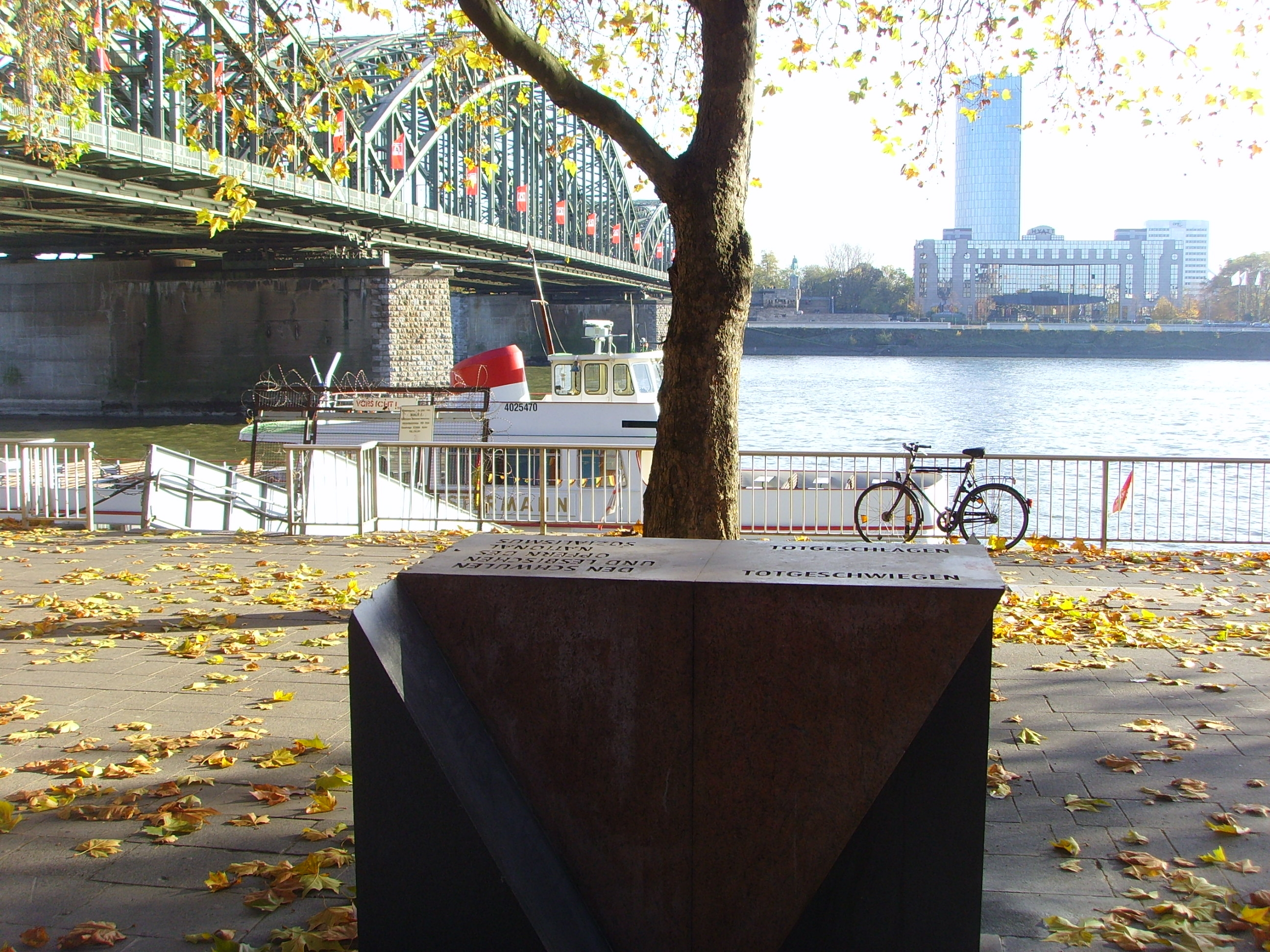
Une vue sur le Rhin et le Pont Hohenzollern depuis le mémorial.

Le mémorial constitue un lieu de mémoire commémorant les persécutions des personnes homosexuelles durant le nazisme,. Bien que la persécution des lesbiennes n'ait pas été perpétuée sous le nazisme de manière systématique, cette dernière est toutefois évoquée en raison de l'impact sur leurs conditions de vie de ces persécutions. L'inscription «Totgeschlagen – Totgeschwiegen» est par ailleurs censée rappeler la situation des victimes dans l'Allemagne de l'après guerre.
Le groupe d'étude "Dykes and Queers", dirigé par Jörg Lenk, propose la construction du mémorial en mars 1990. La demande vient officiellement de la section de Cologne de la Fédération Allemande des Syndicats, soutenue publiquement par diverses personnes et organisations. Après la prise de position du centre documentaire de la ville de Cologne le projet initial d'élargir le tableau en mémoire des victimes juives, Roms et Sinté de la cathédrale de Cologne est abandonné. Les hésitations concernant la représentation des persécutions des lesbiennes exprimées par les représentants du conseil municipal de la ville de Cologne sont balayées par l'intervention du centre documentaire. Le conseil municipal souhaitait tout d'abord remplacer les mots "gays et lesbiennes" par le mot "homosexuels". Sur l'initiative d'une fraction des Verts la formulation est laissée à l'appréciation des initiateurs du mémorial.  La décision de construction du mémorial fut adoptée de façon consensuelle, à l’exception de l'opposition émanant de la CDU.
En 1993, le bureau pour les affaires culturelles de Cologne fait 25 propositions d'artistes. Onze projets sont soumis, et un jury indépendant se décide à l'unanimité en 1994 en faveur de l'œuvre d'Achim Zinkann, un sculpteur de Rostock qui avait appris l'art et l'histoire à l'Université de Siegen. Le projet est financé à hauteur de 30,900 marks (15,798€) en dons. La cérémonie d'ouverture a lieu le 24 juin 1995, date qui coïncide à la fois avec la gay pride de Cologne et le 50e anniversaire de la libération de l'Allemagne du régime nazi.
Des monuments similaires existent à Francfort et à Berlin, et des plaques et des panneaux ont été installés sur les sites des camps de concentration de Mauthausen, Neuengamme, Dachau, et Sachsenhausen. Ce mémorial est le deuxième monument (après l'Ange de Francfort inauguré en 1994) dédié aux victimes gays et lesbiennes qui ne soit pas un tableau à être érigé en Allemagne.

## Conception
Le mémorial se compose de granit rose et gris. Il mesure 120 cm de hauteur et 69 cm de large. Sa forme est semblable au triangle rose utilisé par les Nazis pour identifier les hommes homosexuels dans les camps de concentration.
Le texte sur le mémorial indique "Totgeschalgen — Totgeschwiegen : Den Schwulen und Lesbischen opfern des National Sozialismus".